# Eduard Koopmann

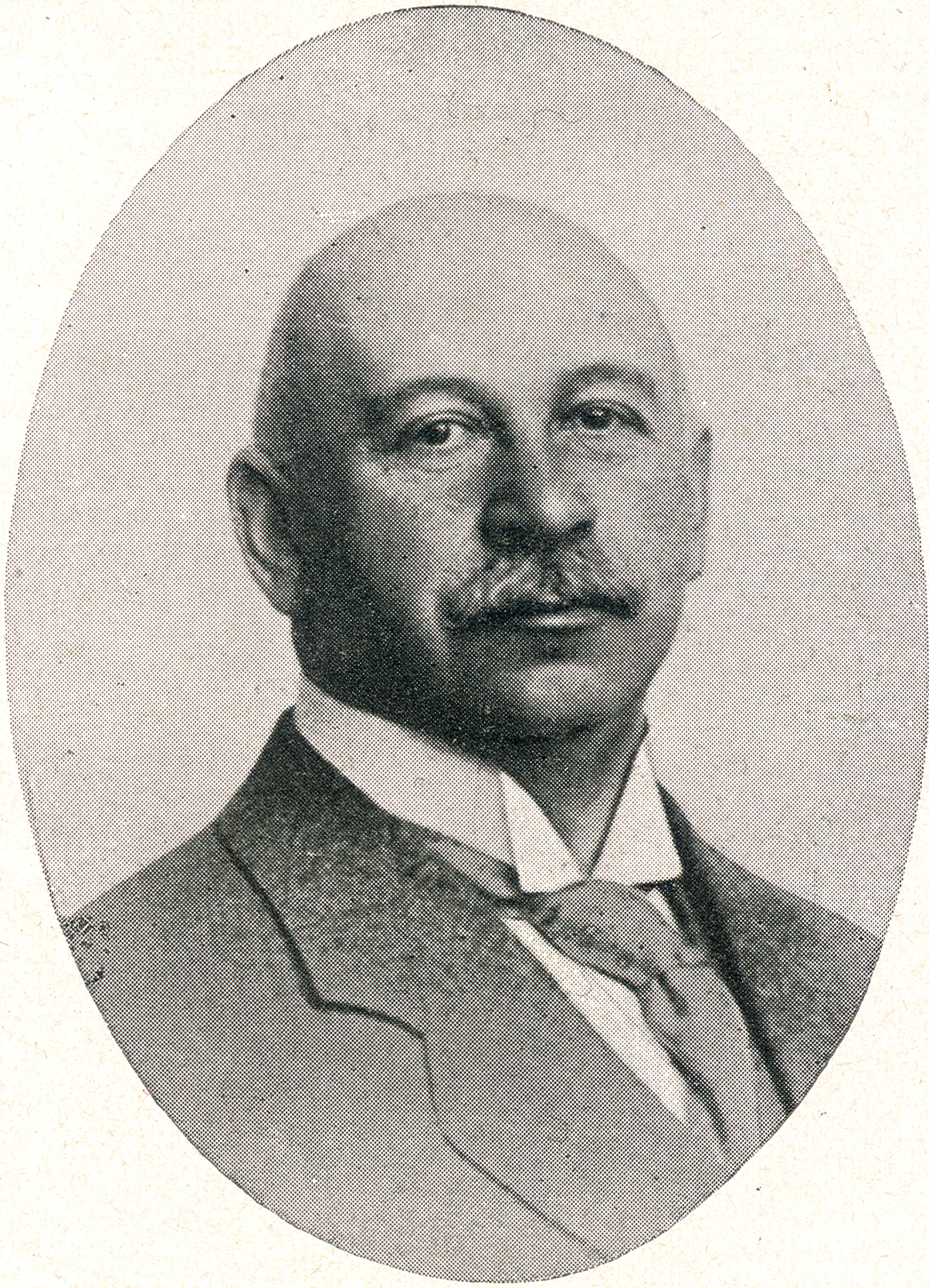
Der Handelsgerichtsrat und türkische Konsul Eduard Koopmann, um 1900

Eduard Koopmann (* 6. April 1863 in Berne; † 15. Juli 1926 in Hamburg) war ein deutscher Kaufmann, Textil- und Seiden-Unternehmer, Verbandsfunktionär, Handelsgerichtsrat und Konsul der Türkei.

## Biografie

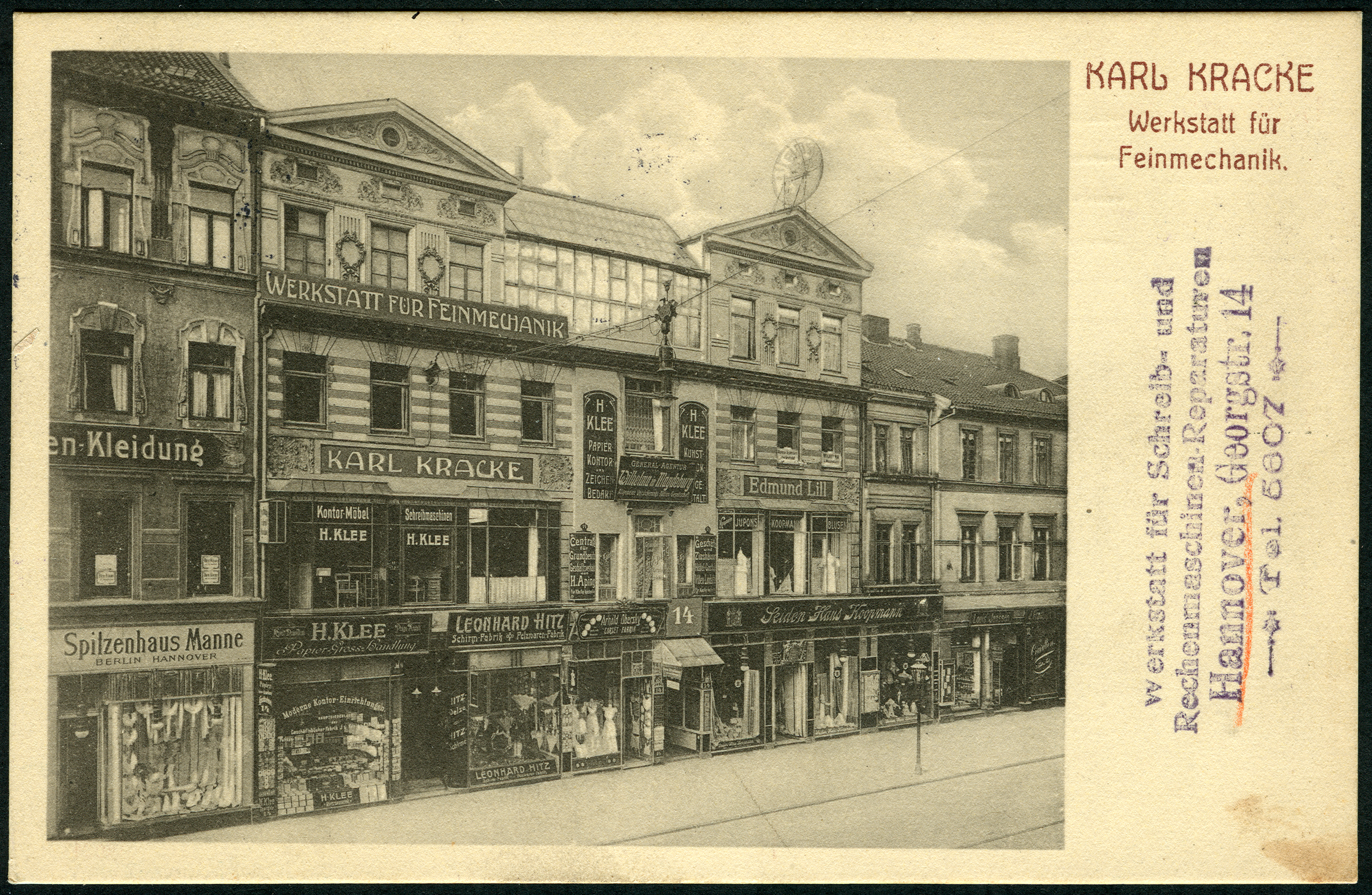
Gebäude Georgstraße 14; neben der Hausnummer rechts im Erdgeschoss das „Seiden-Haus Koopmann“
Ansichtskarte (um 1910) des Fotografen Edmund Lill, der sein Atelier in der Etage oberhalb von Koopmann unterhielt

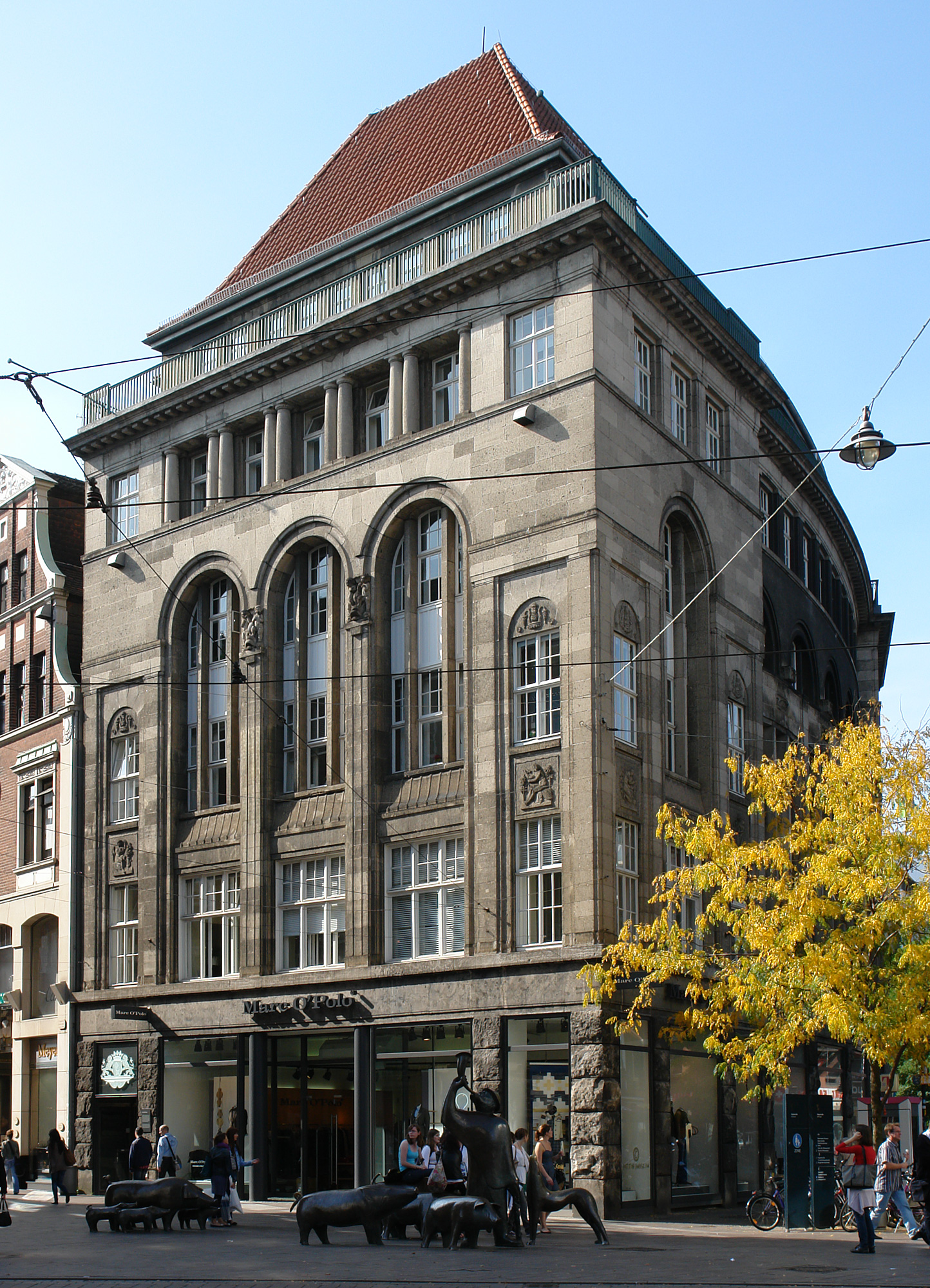
Ehemaliges Seidenhaus Koopmann in Bremen

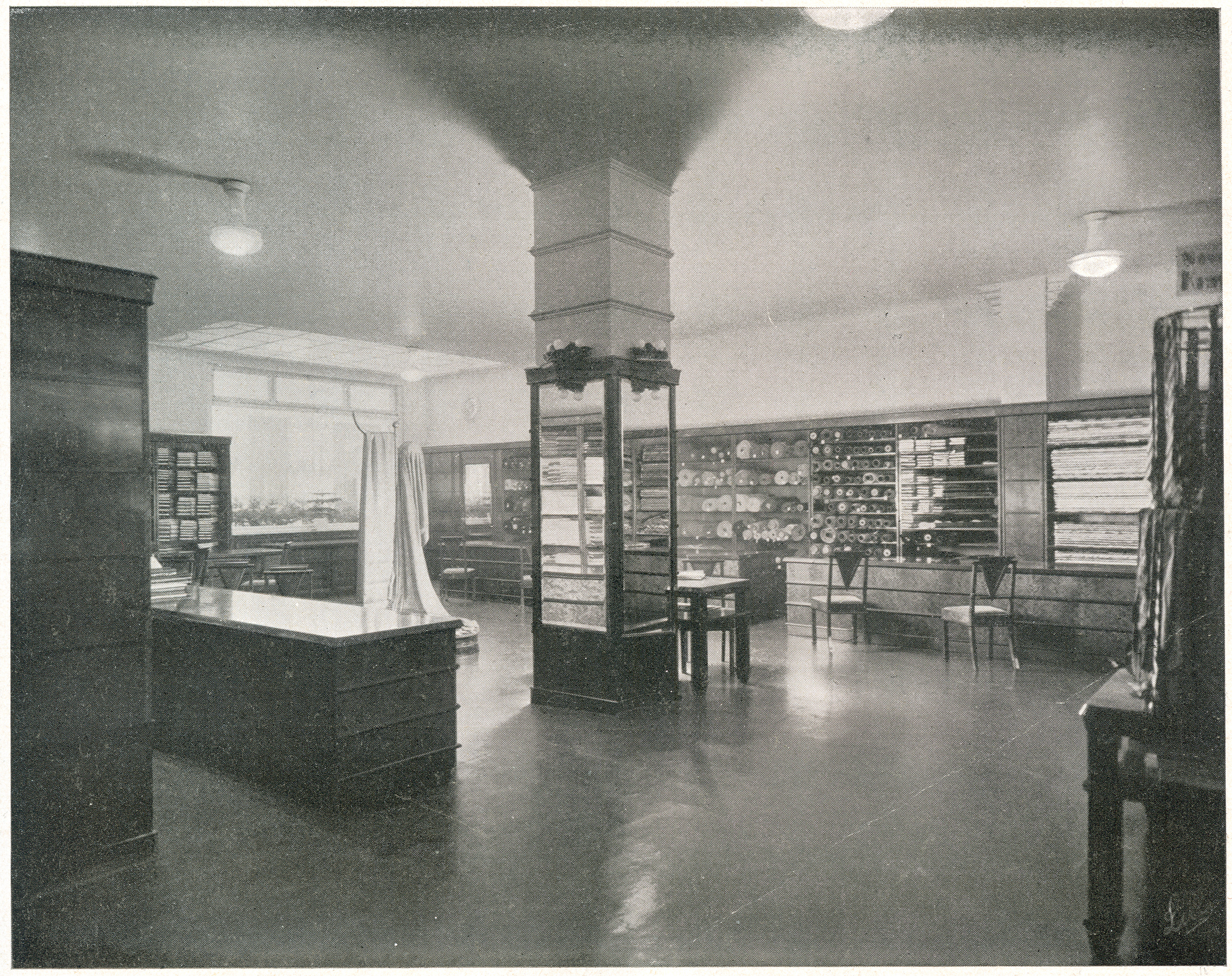
Verkaufsraum in einer Abteilung des Seidenhauses in Hannover, um 1920

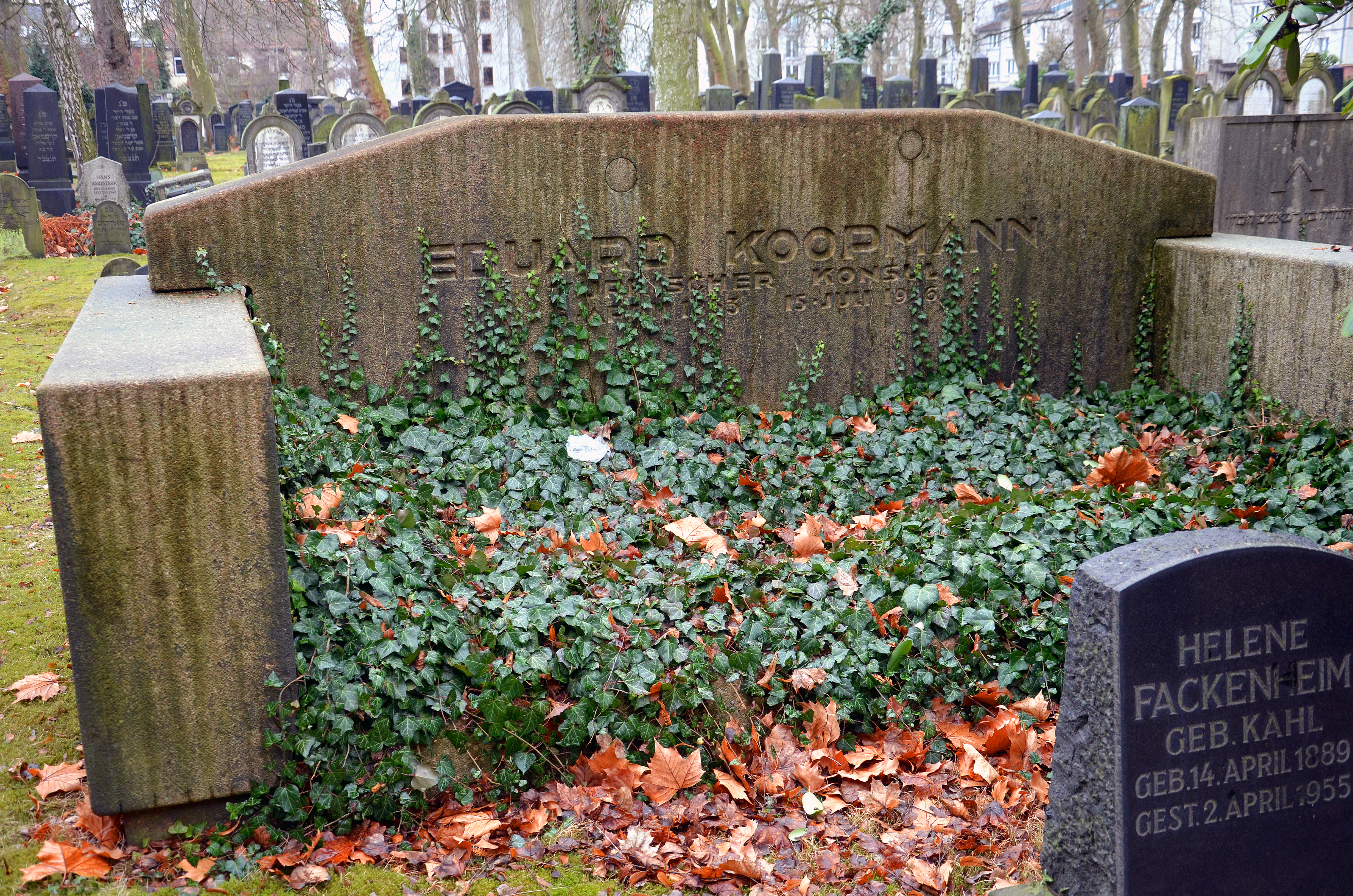
Grabmal auf dem Jüdischen Friedhof An der Strangriede in Hannover

Koopmann eröffnete 1889 in Hannover das Seidenhaus Koopmann im Gebäude Georgstraße 14. Durch seinen wirtschaftlichen Erfolg konnte der junge Unternehmer schon bald die im Unternehmenseigentum befindlichen hannoverschen Geschäftsräume regelmäßig erweitern. Er erwarb das benachbarte Grundstück Georgstraße 13, bevor im Sommer 1926 weitere Vergrößerungen der Verkaufsflächen erfolgten. Unterdessen hatte Koopmann noch im 19. Jahrhundert weitere Zweigniederlassungen eröffnet: 1895 in Köln und 1899 in Bremen.
Nachdem der erfolgreiche Kaufmann zum ehrenamtlichen Handelsgerichtsrat ernannt worden war, wurde er 1913 zum Vorsitzenden sowohl der Bezirksgruppe als auch der Ortsgruppe Hannover im Reichsbund des Textil-Einzelhandels gewählt. Mitten im Ersten Weltkrieg wurde Eduard Koopmann 1915 zum türkischen Konsul ernannt und erwarb sich seit dieser Zeit „[…] große Verdienste um die Anbahnung und Ausgestaltung der deutsch-türkischen Handelsbeziehungen“.
1926, nach dem Tod des Unternehmensgründers, wurde das Seidenhaus Koopmann durch den Sohn Ernst August Koopmann (1899–1940) weitergeführt. Der Sohn war verheiratet mit Elisabeth geborene Bach (1907–1979). Nach der Machtübernahme der Nationalsozialisten emigrierte das Ehepaar mit zwei Söhnen 1937 nach New York. Die Mutter Paula Bach, Schwester des Schriftstellers Karl Schloß, folgte 1943.

## Archivalien
Archivalien von und über die Familie Koopmann finden sich beispielsweise im Zusammenhang mit der Auswanderung von 1938 im Niedersächsischen Landesarchiv (Standort Hannover), Signatur NLA HA Hann. 210 Acc. 2004/025 Nr. 910.